# Артоашки гонич
Артоашки гонич (фр. chien d’Artois) је средње велики пас из Француске који се данас користи најчешће за лов одстрелом. Пас је интелигентан, храбар и одан. Иако се користи углавном за лов на зечеве, веома је цењен и као кућни љубимац због племенитог карактера и израженој љубави према деци. И мужјаци и женке достижу висину од 53 до 58 цм, а тежину од 28 до 30 кг.

## Историја
Ова пасмина, која се некада звала пикард, је била веома цењена и тражена за време Хенрија IV и Луиса XIII. Приручник о француском лову из 1890. године хвали артоашког гонича. У приручнику се наводи да је артоашки гонич тог времена био укрштан и тешко је било наћи чистокрвног. Упркос томе, остао је једна од најбољих пасмина за лов на зечеве.
Крајем 19. и почетком 20. века, г. Левоа у Пикардији је покушао да поново успостави стари тип артоашког гонича, без правог успеха. Током тог периода и до краја Првог светског рата, други узгајивач, г. Малард је доминирао узгајањем ове расе. Његово узгајање веома лепих паса, што сведоче бројне награде на изложбама паса, ипак није одговарало опису који су давали стари аутори. Након Другог светског рата, веровало се да је раса артоашки гонич изгубљена заувек. Али почетком 1970-тих година, неколико љубитеља паса, нарочито г. Одреши од Бињи ле Гамаша у Соми, се фокусирало на задатак да обнове расу од неколико преосталих примерака које су приликом потраге налазили. Захваљујући њиховим напорима модерни артоашки гонич веома јако наликује на оригиналног артоашког гонича.

## Карактеристике пса

### Нарав
Пошто је првом месту ловачки пас, артоашки гонич има изражен инстинкт да осети и лови плен. Њихово развијено чуло мириса превазивали остала чула и на прво место ставља лов. Одликују се издржљивошћу и брзином - двема особинама које гарантују успех. Иако је тачно да је ова пасмина углавном кориштена у малим чопорима, они су неоспорно независни. Храбро се суочавају са сваким задатком који им је предочен.
Упркос посвећености на терену, артоашки гонич је добар породични пас. Привржен је и одан породици. Докле год има шансу да троши своју енергију, понаша се мирно и са поштовањем према свим члановима породице. Има изражену љубав према деци и ужива у игри са њима. Слаже се са другим псима, ако је са њима од детињства. Изражен инстинкт за ловом чини ову пасмину лошим избором за породице са другим мањим животињама.

### Општи изглед
Артоашки гонич је средње велики, добро грађен, снажних костију, мишићав и није предугачко правоугаон. Уши су му нешто меснатије, широке, готово равне и прилично дуге. Усађене су у висини очију. Длака је кратка и густа. Боја је тробојна тамно јелење браон, зечија или јазавичава боја са плаштом или великим плочама. Глава је уобичајено јелење боје, понекад црно оивичена. Реп је прилично дуг, ношен српасто, четкаст. Кретање је гипко, истакнуто и мирно.

## Нега и здравље
Не захтева велику количину четкања. Довољно је брисање влажном крпом, а купање само када је неопходно. Захтева велике количне вежбања. Потребне су му дневне шетње, а овај пас је одличан за људе који воле трчање и пешачење. Важно је да власници буду сигурни да овај пас никада није слободан у несигурној области, јер може побећи у правцу првог занимљивог мириса.
Што се тиче здравственог стања, ова пасмина је јака и отпорна. Потенцијални здравствени проблеми су инфекције уха и дисплазија кука.
Животни век ове расе је од 10 до 13 година.